# 로버트 맥웨이드

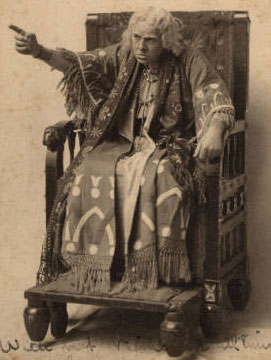

로버트 맥웨이드(Robert McWade, 1872년 1월 25일 ~ 1938년 1월 19일)는 미국의 연극 배우, 영화배우이다.
버펄로에서 태어났으며 컬버시티에서 사망하였다.

## 영화
- 내가 법이다 (1938년)